# Hexamitocera loxocerata
Hexamitocera loxocerata är en tvåvingeart som först beskrevs av Fallen 1826.  Hexamitocera loxocerata ingår i släktet Hexamitocera och familjen kolvflugor. Arten är reproducerande i Sverige. Inga underarter finns listade i Catalogue of Life.